# Vreća kostiju
Vreća kostiju (1998.) (eng. Bag of bones) je roman Stephena Kinga. Novelistica Amy Tan je rekla da je knjiga "puna dosjetljivog i opsesivnog glasa Kingove moćne mašte."
Tema knjige opisuje izazove procesa pisanja (glavni lik, Mike Noonan ima spisateljsku blokadu), snagu uspomena (duhovi Noonanove prošlosti, kao i duhovi Sare Laughs, vikendice na jezeru u koju se useljava). Glavni ljudski element je borba mlade udovice za skrbništvo nad njezinom kćeri koju joj pokušava oduzeti Max Devore, njezin svekar multimilijunaš.

## Uvod
Nakon smrti svoje žene Jo, pisac Mike Noonan pati od spisateljske blokade. Progonjen snovima o Sari Tidwell, odlučuje se vratiti u izoliranu vikendicu na jezeru. 
Tamo pronalazi da njegovim nekoć voljenim gradom vlada Max Devore koji malu zajednicu iskorištava za svoje svrhe, pokušavajući dobiti skrbništvo nad svojom unukom. Kako Mike biva uvučen u njihovu borbu, on ih zavoli oboje i biva dalje uvučen u misterije sablasnog grada.

## Sažetak radnje
Pripovjedač, Mike Noonan, je pisac koji koji živi u Derryju u državi Maine koji pati od spasateljske blokade, nakon smrti svoje žene Johanne (Jo), koja je umrla zbog nedijagnostificirane moždane aneurizme. Posebno neprijatno za Mikea je to što je njegova žena imala test za trudnoću u svojoj torbici, ali mu nikad nije rekla da je trudna. Mike žaluje godinama nakon njezine smrti i saznaje da ne može pisati bez napadaja panike. Zbog toga, bez znanja njegovog agenta i urednika, on objavljuje svoje dosad neobjavljene priče koje je napisao prije nekoliko godina.
Četiri godine nakon smrti svoje žene Jo, Mikea počinju mučiti noćne more smještene u njegovu vikendicu na neregistriranom gradskom području TR-90. On odlučuje suočiti se sa svojim strahovima i odlazi u vikendicu, mještanima poznatu kao Sara Laughs. U gradu susreće Mattie Devore, udovicu i njezinu mladu kćer, Kyru. Mattien suprug bio je sin Maxa Devorea, bogatog i utjecajnog čovjeka u gradu, koji nije odobravao njegovu ženidbu za Mattie. Max želi skrbništvo nad unukom i Mike odlučuje unajmiti odvjetnika za Mattie, kao čin ljubaznosti prema njoj. Mike postupno razvija osjećaje za mnogo mlađu Mattie, i saznaje da je Jo često posjećivala grad, što mu nikad nije rekla. Max Devore počinio je samoubojstvo, što naizgled oslabađa Mattie i Kyru njegovog utjecaja. Mike ponovno počinje pisati, dok i Kyra i on doživljavaju opsjedanje duhova u njihovim kućama. Pisac shvaća da mu duh njegove žene, Jo, pomaže riješiti misterij Sare Tidwell, pjevačice bluesa, čiji duh opsjeda kuću.
Max Devore i nakon smrti nastalja terorizirati Mattie i Kyru. Prije smrti dogovorio je napad na Mattie, Mikea i njihove prijatelje. Mattie je ranjena i umire, a Mike vodi Kyru u Saru Laughs i daje joj kakao i Benadryl kako bi je uspavao. Počinje zamišljati kako će utopiti Kyru i zatim ubiti i sebe. Mike ide tako daleko da pušta vodu u kadu u kojoj će utopiti Kyru, no tu su još dijelovi misterije koje Mike ne shvaća i želi znati. Dok Kyra spava, on odlazi u Joinu sobu potražiti neke odgovore. Tamo otkriva dokumente koje je Jo sakrila prije smrti, i između ostalog otkriva jedan dokument koji pokazuje njegovo krvno srodstvo s jednom od gradskih obitelji. Nekoliko ih je imalo prvorođenu djecu čije ime koje počinje sa "K", i koja su umrla u sumnjivim okolnostima. Genealogija pokazuje da bi Joino i Mikeovo dijete (koje se trebalo zvati Kia) bilo sljedeće prvorođeno dijete čije bi ime počinjalo sa "K".
Mike shvaća da je to kletva Sare Tidwell zbog nečega što je njoj učinjeno. Vraća se u kuću, provjerava Kyru, koja još spava i pušta vodu i kadu u kojoj ju je htio utopiti. I dalje osjeća Sarin utjecaj da odnese Kyru do jezera, ali mu se odupire. Odlazi iz kuće potražiti Sarino grobno mjesto, znajući da je jedini način da razbije kletvu i zaštiti Kyru taj da uništi kosti Sare Tidwell. Na putu do mjesta gdje misli da je Sara pokopana, pojavljuje se duh Maxa Devorea i nekoliko drugih ljudi koji ga pokušavaju spriječiti da dođe do groba. Mike kroz viziju shvaća da su ti ljudi okrutno silovali i ubili Saru Tidwell i utopili njezinog sina Kitoa u jezeru nakon što ih je pronašao. Otada nadalje, sva djeca čija su imena počinjala sa "K" i koja su umrla, bila su potomci tih ljudi. Mike stiže do groba, ali Sarin duh ne želi da kletva završi prerano. Pokušava zaustaviti Mikea, i pokušava uzeti tjelesni oblik za to. Jo se također pojavljuje i govori Mikeu da mora požuriti, jer je Sara dobila pomoć od "izvanjskog" kako bi ga spriječila da dođe do kostiju. Jo se bori s "izvanjskim" dok Mike iskopava kosti i uništava ih lužinom. Mike uspijeva, i kletva je uništena, međutim, pomoćnica Maxa Devorea, Rogette otima Kyru s namjerom da ju utopi u Devoreovo ime.
Mike prati Kyru i Rogette, vidi da je Kyra ugrizla Rogette, i da pokušava pobjeći na dok. Mike pokušava uhvatiti Rogette i udaljiti je od Kyre, kada se pojavljuje Mattien duh i gura Rogette u jezero. Rogette pokušava povući Mikea sa sobom, ali ne uspijeva. Mattien duh govori zbogom Kyri i Mikeu, i da je Kyra sada Mikeova kći.

## Epilog
Priča završava epilogom u kojem čitatelj saznaje da je Mike odustao od pisanja i da pokušava posvojiti Kyru. Njegov status samca, bez krvne veze s Kyrom otežava stvari i posvajanje traje duže nego što je očekivao. Svejedno, dopušteno mu je posjećivati Kyru koja može kod njega i prenoćiti. Ishod posvajanja je ostao nerješen na kraju knjige, no čitatelju je dana nada da će sve pozitivno završiti.

## Filmske adaptacije
Jedno vrijeme je postojala mogućnost filmske adaptacije knjige, sudeći prema Kingovoj web stranici. No IMDb-ov link povezan s filmom više ne postoji. Film bi bio treća adaptacija Kingove knjige koju bi adaptirao i režirao Frank Darabont.

## Vanjske poveznice
- http://www.stephenking.com/ Službena stranica Stephena Kinga